# Ronny Johansson (dansare)

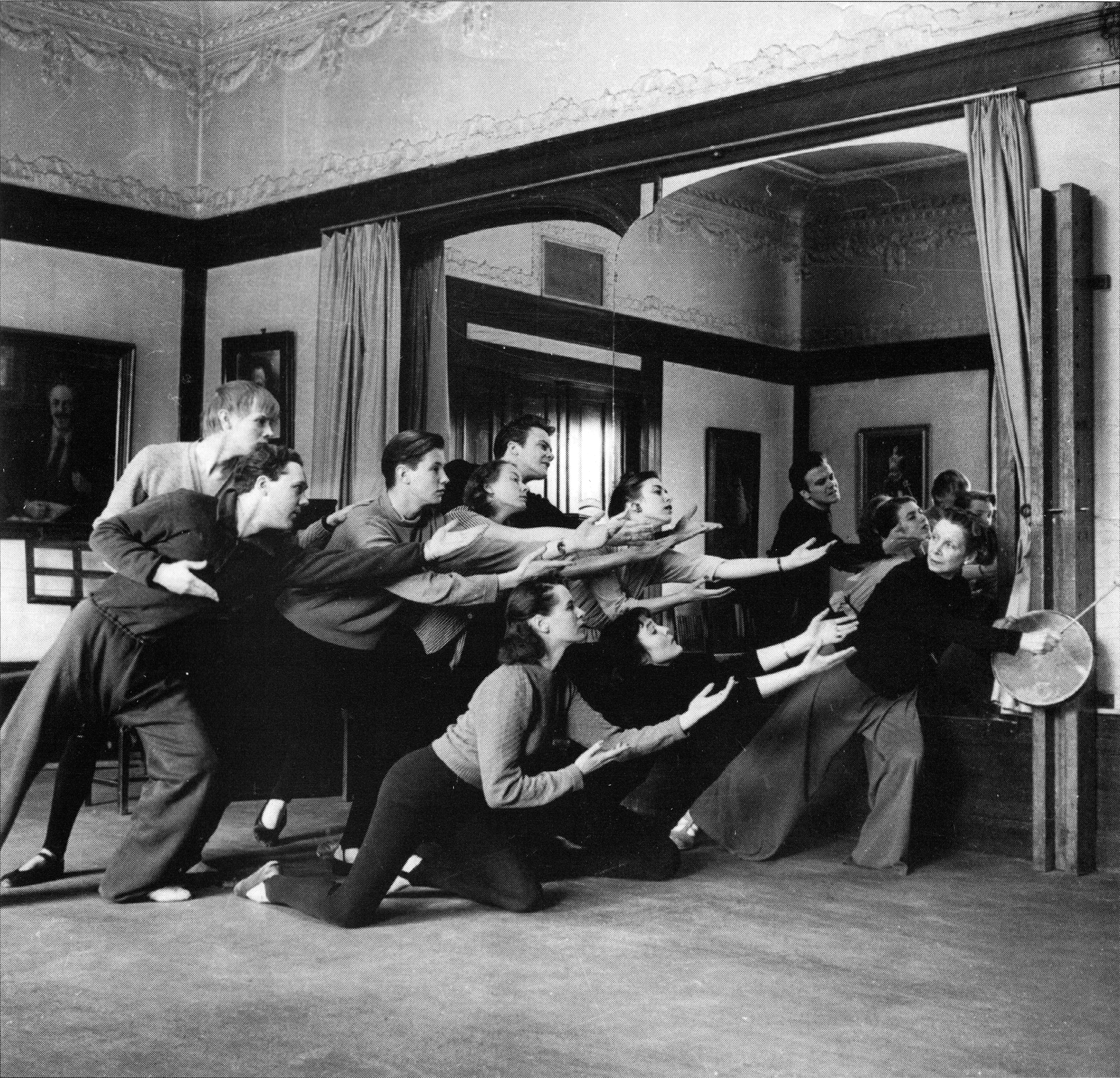
Ronny Johansson, längst till höger, under en lektion i plastik vid Dramatens elevskola ca. 1950.
På bilden syns även bland annat Olof Thunberg och Jan Malmsjö.

Ronny Irene Johansson, född 26 juli 1891 i Riga i Lettland, död 8 april 1979 i Stockholm, var en svensk dansare. Hon var en av Sveriges på sin tid internationellt mest omtalade danskonstnärer och har en central plats i den moderna dansens tidiga historia. Hennes arbete som danskonstnär, lärare och folkbildare fick stor betydelse för danskonstens utveckling.

## Biografi
Ronny Johanssons far Anton Leonard Johansson var svensk affärsman i skeppsbranschen och modern Elisabeth Nicholson var brittiska med skotska rötter. Hon gick i rysk skola, tillbringade 1908 i Sverige för att lära sig svenska, och kom med hela sin familj tillbaka till Sverige 1912. Hon var välutbildad, bland annat hade hon, som anstod ett barn tillhörande den övre medelklassen, lärt sig flera språk samt fått undervisning i både dans och musik. I Stockholm började hon 1913 studera dans för Olga Raphael-Linden. En mer avancerad utbildning i modern dans existerade inte i Sverige vid denna tid. Som andra kvinnor som ville gå vidare inom fältet reste hon utomlands, i hennes fall till Dresden för studier hos Heinrich Kröller, premiärdansör på operan där. Kröller var en nytänkande person och den som gjorde de första koreografierna för Ronny Johansson.
Mitt under första världskriget debuterade Ronny Johansson 1916 i Wiesbaden och kort därefter gjorde hon sin svenska debut på Musikaliska akademien i Stockholm. Hon fick stort gensvar och hyllades för sin danskonst var hon än uppträdde. Hon turnerade i hela Sverige och stora delar av Centraleuropa. Hon var en uppskattad konstnär och fick ett positivt mottagande när hon uppträdde. Av pressen att döma var det alltid utsålt till hennes föreställningar och inom loppet av några månader kunde hon besöka ett drygt tjugotal orter i landet.
Med Europa för sina fötter tog Ronny Johansson ett uppmärksammat avsked från Sverige 1925 då hon för första gången reste över Atlanten till USA. Det blev genom årens lopp många resor dit. Vid denna första sejour var hon bland annat bjuden till Los Angeles och Denishawn School of Dancing and Related Arts. Skolan, som leddes av Ruth St. Denis och Ted Shawn, var berömd och såväl framtida dansare och koreografer som filmskådespelare utbildade sig där. Flera av dem som senare bildade skola mötte Ronny Johansson och påstås ha blivit mycket influerade av hennes teknik. Hon kom också tidigt i kontakt med Margaret H'Doubler som lade grunden för dans som vetenskaplig disciplin, när hon införde modern dans som ämne på University of Wisconsin-Madison. Det var det första universitetet i USA, sannolikt i västvärlden, som erbjöd en examen i ämnet dans 1926. Universiteten blev viktiga platser för kvinnor och Ronny Johansson höll föreläsningar på många av de amerikanska universiteten.
Förutom att Ronny Johansson undervisade på olika skolor framträdde hon som solist i sina egna koreografier. Ledaren för The Institute of Arts and Science vid Columbia University skriver att Ronny Johansson är ”en fulländad konstnärinna – hon är mer än så – hon är en fri personlighet”.
John Martin, kritiker på The New York Times, och dåtidens absolut viktigaste språkrör för den moderna dansen skrev 1928: ”Ronny Johansson made her first appearance in more than a year in a dance recital last night at the McMillin Theatre of Columbia University... She is possessed of freshness of movement and excellence of pantomime.”
Börskraschen 1929 innebar ett avbräck och Ronny Johansson återvände till Sverige och under 1930-talet engagerade hon sig i samhällets folkbildningssträvanden. Hon öppnade dansskola, reste över landet och föreläste om kroppskultur och dans, om kvinnans frigörelse (genom dans) och betonade vikten av fysisk hälsa. Eftersom pedagogik var en betydelsefull aspekt lyfte hon fram lärarens kunskapsnivåer. I syfte att dels ge danspedagogens yrke legitimitet, dels bevaka fältet tog hon initiativ till grundandet av Svenska Danspedagogförbundet. Förbundet bildades 1939 och Ronny Johansson var dess första sekreterare. Genom hennes internationella nätverk och språkkunskaper – hon behärskade fem språk – kunde förbundet få internationellt namnkunniga lärare till Sverige för fortbildning och kompetensutbildning.
År 1942 knöts Ronny Johansson till Dramatens elevskola som lärare i scenplastik, rytmik och stildanser, en position hon hade till 1966. Genom Ingmar Bergmans försorg tilldelades hon statlig konstnärslön 1977. I slutet av sitt liv tog hon hand om sin svårt synnedsatta syster. Ronny Johansson dog i Stockholm 1979. Hon är begravd på Norra begravningsplatsen utanför Stockholm.